# Gestutzter Steinbrech
Der Gestutzte Steinbrech (Saxifraga retusa) ist eine Pflanzenart aus der Gattung Steinbrech (Saxifraga) innerhalb der Familie der Steinbrechgewächse (Saxifragaceae).

## Beschreibung

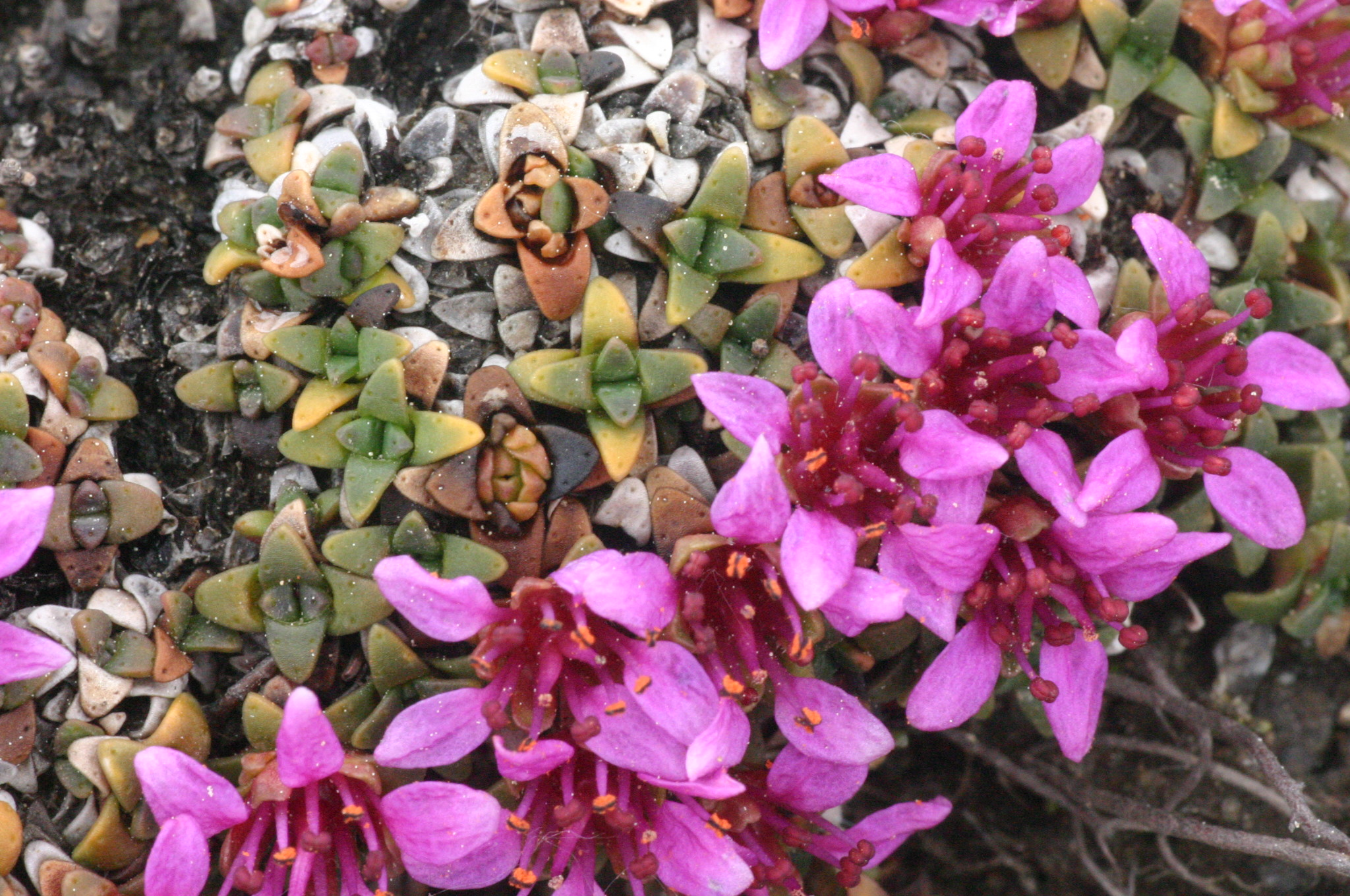
Habitus, Laubblätter und Blüten

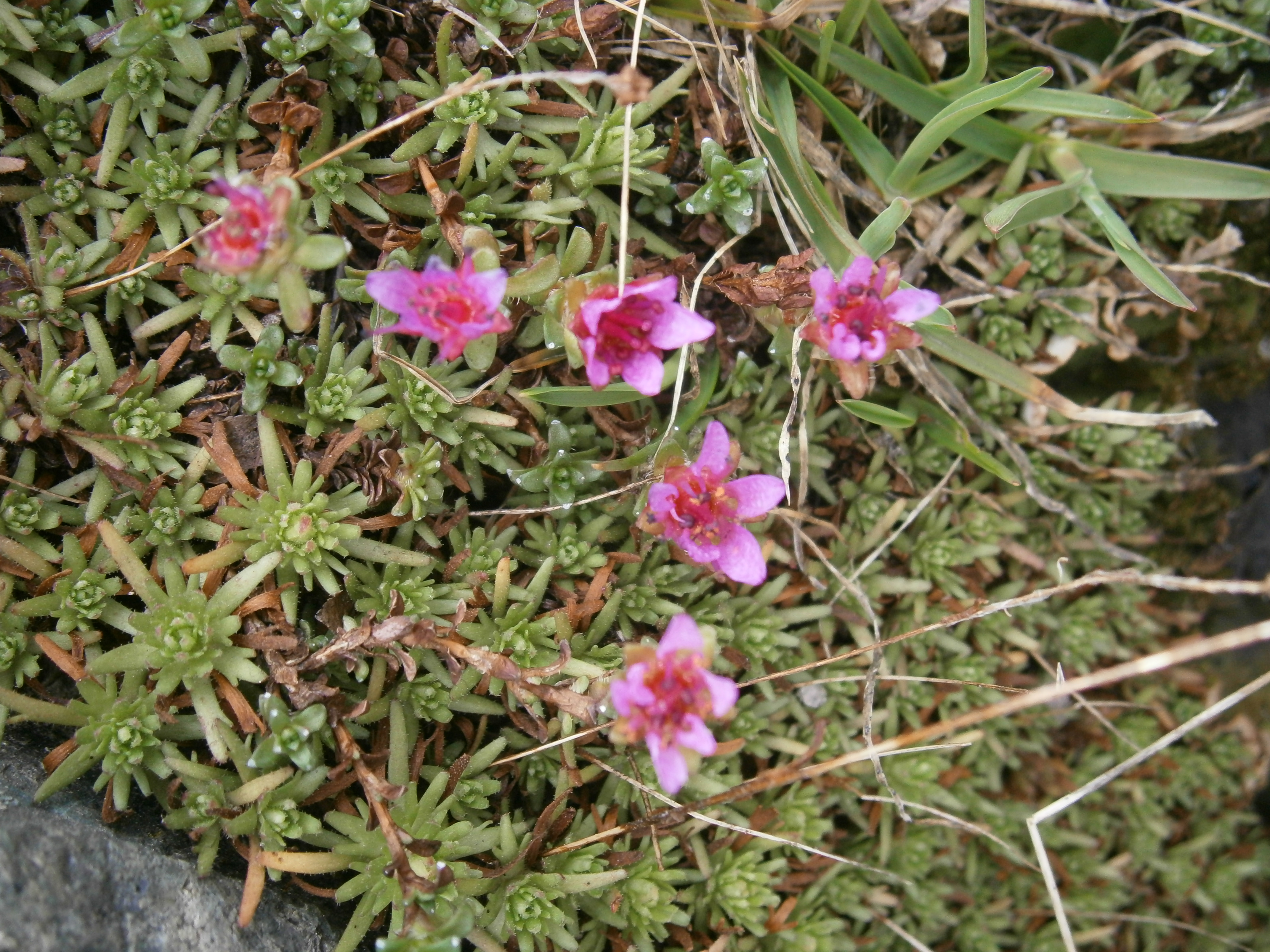
Saxifraga retusa subsp. augustata im Queyras

### Vegetative Merkmale
Der Gestutzte Steinbrech ist eine ausdauernde sukkulente Pflanze, die dichte Polster bildet. Seine Stängel sind dicht vierzeilig beblättert, säulenförmig, 3 bis 5 Millimeter breit und wachsen nach dem Blühen weiter.
Die Laubblätter sind gegenständig angeordnet und nach hinten gebogen. Die sukkulente, einfache, glänzend dunkel-grüne Blattspreite ist 2 bis 4 Millimeter lang und 1 bis 2 Millimeter breit. Auf der blattoberseite befinden sich drei bis fünf Gruben, die Kalk ausscheiden. Bewimpert ist höchstens die untere Blattrandhälfte. Die Stängelblätter sind klein und in der unteren Hälfte bewimpert.

### Generative Merkmale
Die Blütezeit reicht von Mai bis August. Der aufrechte, kahle Blütenstandsschaft erreicht Wuchshöhen von 5 bis 15 Millimetern. Der Blütenstand enthält nur zwei bis vier Blüten.
Die zwittrige Blüte ist radiärsymmetrisch und fünfzählig mit doppelter Blütenhülle. Die fünf kahlen Kelchblätter sind bei einer Länge von 1,8 bis 2,5 Millimetern länglich-eiförmig. Die Kelchblätter sind halb so lang wie die Kronblätter. Die fünf roten Kronblätter sind bei einer Länge von 4 bis 5 Millimetern sowie einer Breite von etwa 2 Millimetern eiförmig oder schmal verkehrt-eiförmig bis elliptisch und an ihrer plötzlich in einen langen Nagel verschmälert. Der Nagel ist fast so lang wie die Platte. Die Staubfäden sind länger als die Kronblätter und rot. Die Staubbeutel sind gelb. Der Fruchtknoten ist halbunterständig.
An der Frucht sind fast aufrechte haltbare Kelchzipfel und lange spreizende Griffel vorhanden. Die Kapselfrucht ist bei einer Länge von bis 5 Millimetern länglich-eiförmig. Die gelb-braunen Samen sind bei einer Länge von 0,8 bis fast 1 Millimetern länglich-eiförmig mit fein längsrunzeliger Oberfläche.
Die Chromosomenzahl beträgt 2n = 26.

## Ökologie
Die Blüten werden hauptsächlich von Fliegen besucht.

## Vorkommen
Der Gestutzte Steinbrech kommt in den Pyrenäen, den Westalpen bis zum Tessin und in den Nordalpen in der Steiermark und bei Salzburg vor. Der Gestutzte Steinbrech kommt in den Karpaten und im Rilagebirge in Bulgarien vor. Der Gestutzte Steinbrech ist in den Westalpen zerstreut zu finden. Außerhalb Europas kommt der Gestutzte Steinbrech nicht vor.
Der Gestutzte Steinbrech gedeiht in subalpinen bis alpinen Höhenstufen auf Silikatfelsen und -schutt sowie im Gratbereich in Höhenlagen von 2000 bis 3000 Metern; am Monte Rosa erreicht er sogar eine Höhenlage von 3150 Metern.

## Systematik
Die Erstveröffentlichung von Saxifraga retusa erfolgte 1773 durch Antoine Gouan in Illustrationes et Observationes Botanicae, ad specierum historiam facientes, 28, Tafel 18, Figur 1.
Je nach Autor gibt es von der Art Saxifraga retusa zwei Unterarten:
- Saxifraga retusa subsp. augustata (Vaccari) P.Fourn.: Sie kommt nur in den Westalpen von Frankreich und Italien vor.
- Saxifraga retusa Gouan subsp. retusa: Sie kommt im gesamten Verbreitungsgebiet ausgenommen in Teilen der Südwestalpen vor.